# Baila conmigo (Selena Gomez e Rauw Alejandro)
Baila conmigo è un singolo della cantante statunitense Selena Gomez e del cantante portoricano Rauw Alejandro, pubblicato il 29 gennaio 2021 come secondo estratto dal secondo EP di Selena Gomez Revelación.

## Descrizione
Si tratta di un brano di musica latina e pop rock suonato in chiave di Fa maggiore con un tempo di 150 battiti per minuto. È stato scritto dalla stessa cantante in collaborazione con Abner Cordero Boria, Christopher Carballo Ramos, Alberto Carlos Melendez, Marco Masís, Elena Rose, Edgar Barrera, Alejandro Borrero, Ivanni Rodríguez, Raúl Alejandro e Jorge A. Diaz e prodotto da Tainy, Albert Hypel Jota Rosa e Neon16.

## Pubblicazione
Selena Gomez ha annunciato Baila conmigo sui suoi account social il 26 gennaio 2021, fissando la data di pubblicazione per tre giorni dopo. Il titolo del brano era stato suggerito nel novembre precedente in un servizio fotografico in cui la cantante ha posato per la rivista messicana Vogue, dove in alcuni scatti compariva un murale con le scritte De una vez, riferendosi al singolo pubblicato due settimane prima, e Baila conmigo.

## Video musicale
Il video musicale, pubblicato su YouTube in concomitanza con l'uscita del brano, è stato diretto dal regista brasiliano Fernando Nogari e girato tra Los Angeles, Miami e un remoto villaggio di pescatori in Brasile. Nel videoclip, una donna siede da sola a guardare in televisione Rauw Alejandro e Selena Gomez che si esibiscono sulle note della canzone. Questo ispira la donna ad andare in spiaggia a ballare. Riguardo al video e al suo significato relativamente alla pandemia di COVID-19, la cantante ha dichiarato: «Il video ritrae il senso di isolamento che tutti noi stiamo vivendo in questo momento e come la musica riesca davvero a connetterci tutti, indipendentemente da dove ci troviamo nel mondo.»

## Promozione
Gomez e Alejandro hanno eseguito il brano per la prima volta in televisione al Premio Lo Nuestro il 18 febbraio 2021.

## Riconoscimenti
- MTV Millennial Awards[14]
  - 2021 – Collaborazione musicale dell'anno
- Nickelodeon Mexico Kids' Choice Awards[15]
  - 2021 – Candidatura alla hit globale
- UK Music Video Awards[16]
  - 2021 – Candidatura al miglior video pop internazionale

## Tracce
Testi e musiche di Selena Gomez, Andrea Mangiamarchi, Christopher Carballo Ramos, Abner Cordero Boria, Alberto Carlos Melendez, Marco Masís, Edgar Berrera, Alejandro Borrero, Ivanni Rodríguez, Raúl A. Ocasio Ruiz e Jorge A. Días.
1. Baila conmigo – 3:06

## Formazione
Musicisti
- Selena Gomez – voce
- Rauw Alejandro – voce, cori
- Elena Rose – cori
- Tainy – strumentazione
- Jota Rosa – strumentazione
- Albert Hype – strumentazione

Produzione
- Tainy – produzione
- Albert Hype – produzione
- Jota Rosa – produzione
- Neon16 – produzione
- Bart Schoudel – produzione vocale, ingegneria del suono
- John Janick – coordinazione produzione
- Sam Riback – coordinazione produzione
- Vanessa Angiuli – coordinazione produzione
- Lex Borrero – coordinazione produzione
- Ivan Rodriguez – coordinazione produzione
- Pablo Batista – coordinazione produzione
- Aleen Keshishian – coordinazione produzione
- Zack Morgenroth – coordinazione produzione
- Angelo Carretta – ingegneria del suono
- Șerban Ghenea – missaggio
- John Hanes – assistenza tecnica
- Chris Gehringer – mastering

## Classifiche

### Classifiche settimanali
| Classifica (2021)     | Posizione massima |
| --------------------- | ----------------- |
| Argentina             | 8                 |
| Austria               | 55                |
| Belgio (Fiandre)      | 97                |
| Canada                | 68                |
| Costa Rica            | 17                |
| Croazia               | 65                |
| Francia               | 187               |
| Germania              | 86                |
| Grecia                | 36                |
| Irlanda               | 62                |
| Lituania              | 32                |
| Messico               | 9                 |
| Perù                  | 7                 |
| Portogallo            | 52                |
| Repubblica Dominicana | 29                |
| Romania               | 25                |
| Slovacchia            | 67                |
| Spagna                | 7                 |
| Stati Uniti           | 74                |
| Svizzera              | 28                |

### Classifiche di fine anno
| Classifica (2021) | Posizione |
| ----------------- | --------- |
| Spagna            | 44        |